# متورن رینیه
 متورن رینیه  (به فرانسوی: Mathurin Régnier) نویسنده و شاعر قرن شانزدهم میلادی اهل فرانسه است.